# NGC 3898
NGC 3898 ist eine aktive Spiralgalaxie vom Hubble-Typ Sab mit ausgedehnten Sternentstehungsgebieten im Sternbild Großer Bär am Nordsternhimmel. Sie ist schätzungsweise 55 Millionen Lichtjahre von der Milchstraße entfernt und hat einen Durchmesser von etwa 90.000 Lichtjahren. Vom Sonnensystem aus entfernt sich die Galaxie mit einer errechneten Radialgeschwindigkeit von näherungsweise 1.200 Kilometern pro Sekunde.
Im selben Himmelsareal befinden sich unter anderem die Galaxien NGC 3888, PGC 36805, PGC 36957, PGC 37037.
Das Objekt wurde im Jahr 1789 von dem deutsch-britischen Astronomen William Herschel mithilfe seines 18,7 Zoll-Spiegelteleskops entdeckt.

## LGG 250
| Galaxie   | Alternativname | Entfernung/Mio. Lj |
| --------- | -------------- | ------------------ |
| NGC 3898  | PGC 36921      | 56                 |
| NGC 3733  | PGC 35797      | 56                 |
| NGC 3756  | PGC 35931      | 62                 |
| NGC 3804  | PGC 36238      | 65                 |
| NGC 3850  | PGC 36660      | 55                 |
| NGC 3846  | PGC 36539      | 437 ?              |
| NGC 3982  | PGC 37520      | 53                 |
| PGC 36506 | UGC 6706       | 67                 |
| PGC 37418 | UGC 6894       | 41                 |